# Міст Сето
Мі́ст Сето́ (яп. 瀬戸大橋, せとおおはし, сето охасі, «Великий міст Внутрішнього Японського моря») — шляхопровід через Внутрішнє Японське море, який сполучає острови Шікоку і Хонсю. Відкритий 10 квітня 1988 року.
Великий міст Сето — це цілісний комплекс, що складається з 6 мостів, ланцюжком витягнутих з півночі на південь на відстань 37,3 км. Для зведення опор будівельники скористалися маленькими острівцями в акваторії Внутрішнього моря, ширина якого в цьому місці становить 9,4 км. З шести мостів три — висячі, два — вантові і один — з крізними фермами. За своїм призначенням Сето Охасі — міст суміщений. Верхній його ярус — чотирисмугова автодорога, нижній призначений для залізничного сполучення.
Найбільший з шести мостів комплексу «Мінамі-бісан» завдовжки 1723 метри вважається п'ятим за величиною у світі серед висячих мостів і щонайдовшим двох'ярусним.
Будівництво Великого мосту Сето, розпочато в 1978 р., продовжувалося трохи менше десяти років. Будівництво коштувало 1,13 трильйонів єн (8,7 млрд доларів за курсом того часу) і 17 людських життів. На будівництві було задіяно близько 50 000 чоловік.
Великий міст Сето був задуманий як могутня лінія транспортних комунікацій, що дозволяє досягати Шікоку потягом або автомашиною без утомливих пересадок на пором і з порому. Часті тумани, що гальмували рух поромів через протоку, тепер транспортникам не страшні. Проїзд шляхопроводом платний.
Великий міст Сето сполучив добре розвинену автодорожню і залізничну мережу Центральної Японії з островом Шікоку.

## Галерея

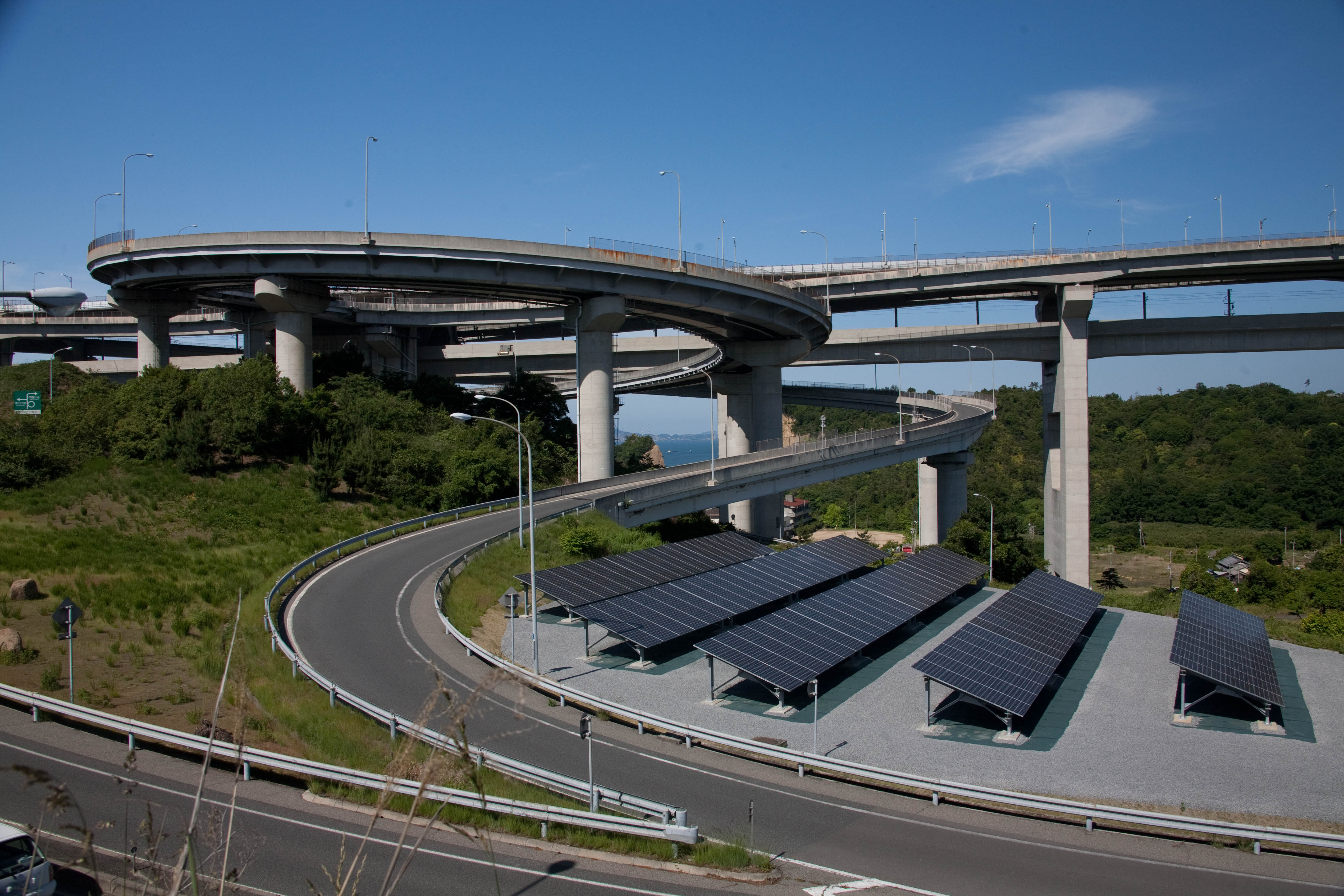
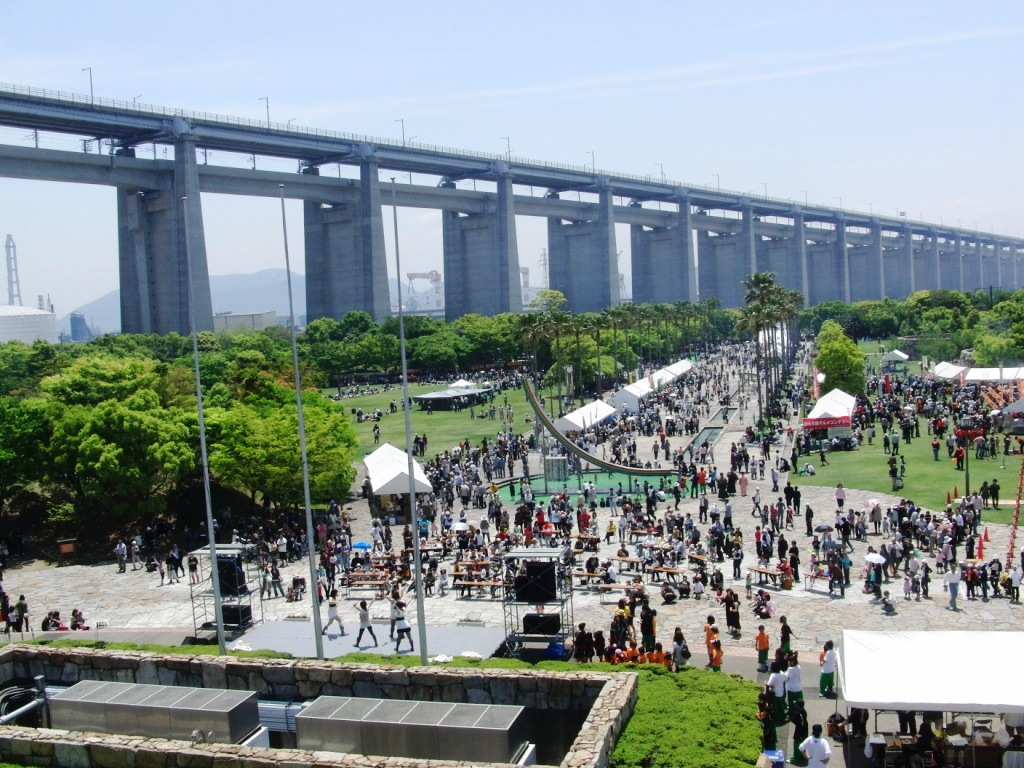
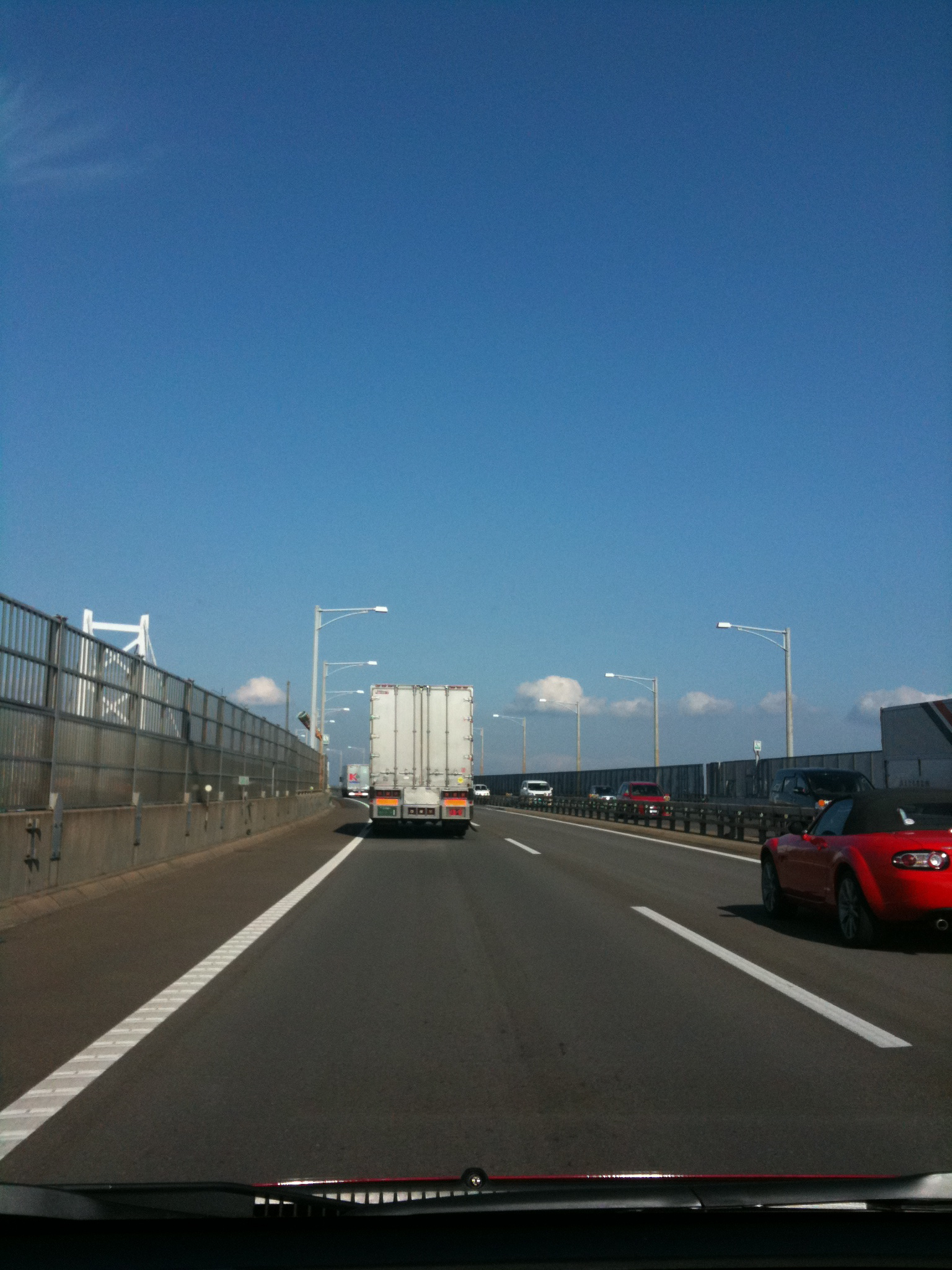
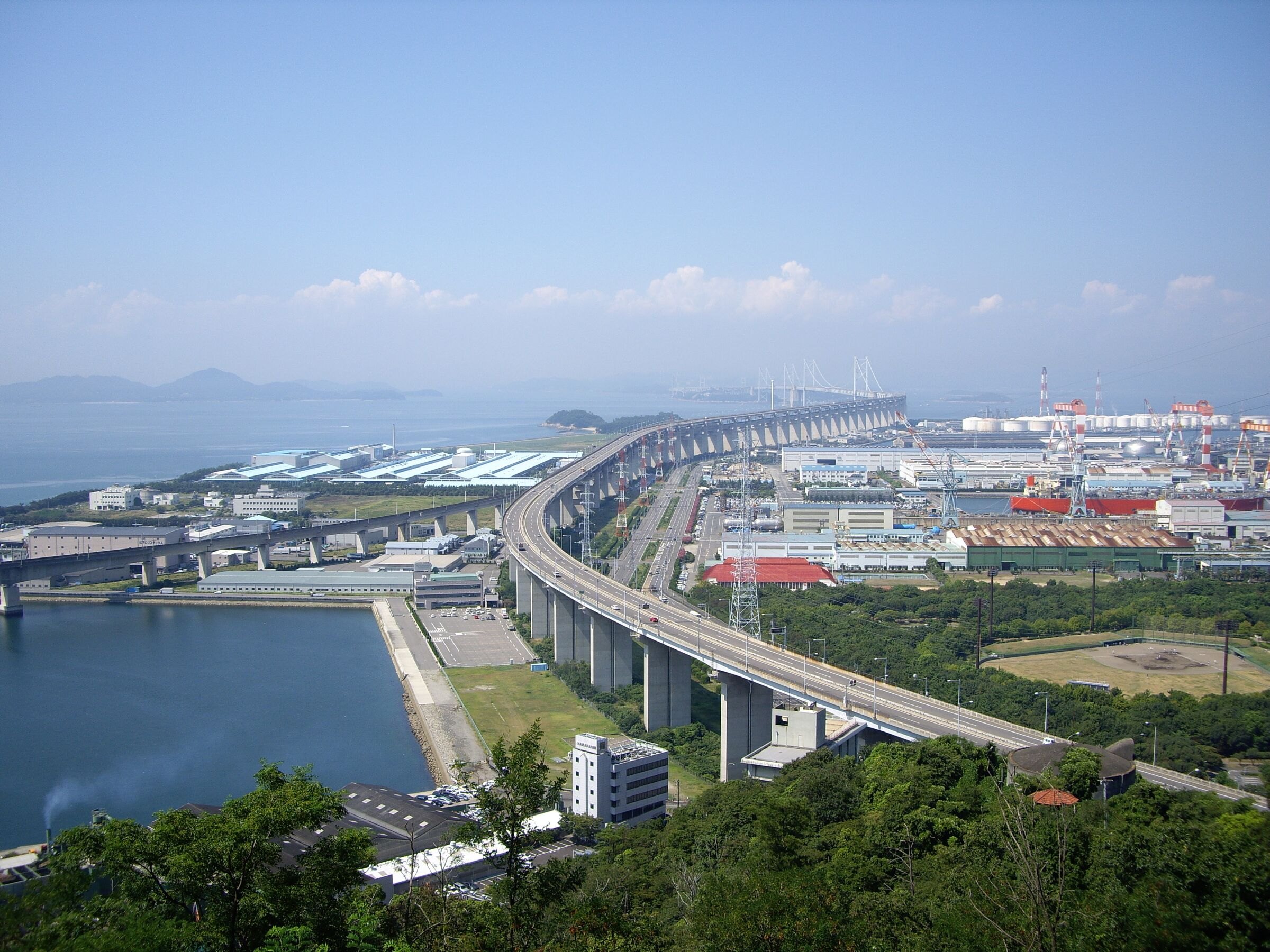